# 陆祖宏
陆祖宏（1960年8月—），男，江苏无锡人，中国生物工程专家，东南大学教授，博士生导师。中华人民共和国教育部首批“长江学者”特聘教授。主要研究方向为生物芯片和DNA存储、新一代DNA测序技术生物信息学和健康信息技术。
现任东南大学生物科学与医学工程系吴健雄实验室（分子与生物分子电子学教育部重点实验室）主任、理学院院长等职，美国科学促进会会员，美国材料学会会员，IEEE会员。

## 生平
本、硕毕业于南京工学院（今东南大学）电子工程系、博士毕业于南京工学院生物科学与医学工程系。

## 学术贡献
陆祖宏承担多项国家重点项目，已申请数十项专利，国内外发表学术论文百余篇。
- 建立中国唯一的超瑞利散射非线性光学检测装置；
- 开展“纳米晶光电功能薄膜的基础研究”；
- “高密度基因芯片及其MEMS技术”取得突破，申请多项专利。

## 荣誉
2007获中国全国模范教师称号。